# NGC 2583
NGC 2583 est une galaxie elliptique située dans la constellation de l'Hydre. NGC 2583 a été découverte par l'astronome américain Frank Müller en 1886.

## Caractéristiques
Sa vitesse par rapport au fond diffus cosmologique est de 6 186 ± 63 km/s, ce qui correspond à une distance de Hubble de 91,2 ± 6,5 Mpc (∼297 millions d'al). 